# CoopCycle
CoopCycle est une fédération de coopératives de cyclologistique proposant un logiciel en libre-accès, dont l'usage commercial est réservé aux coopératives, ainsi qu'une mutualisation de moyens à destination des livreurs à vélo et commerçants.

## Histoire

### Genèse du projet
L'origine de CoopCycle remonte à 2016 lorsqu'Alexandre Segura développe une plateforme pour les coopératives de coursiers. Celle-ci est d'abord placée sous licence Coopyleft qui restreint son usage aux coopératives, propriété de leurs travailleurs.
Très vite le projet intéresse d’autres bénévoles. L’association CoopCycle, qui se donne pour but de construire une alternative aux plateformes de la FoodTech, est créée en septembre 2017. Le constat est que les initiatives locales qui commencent à fleurir pourraient bénéficier d’une mutualisation des moyens, pour économiser sur les fonctions supports et gagner en visibilité.
Le projet bénéficie d'un effet médiatique à cette période en raison des mouvements sociaux liés aux conditions de travail sur les plateformes durant le mois d'août⁣, en raison de l'alternative qu'il constitue.
Les premiers contacts sont noués en France et en Belgique, puis en Espagne et en Allemagne. CoopCycle est dès ses débuts un projet à dimension internationale.

### La structuration de la fédération
Début 2018, la coopérative Molenbike sera la première à utiliser le logiciel CoopCycle, en production, pour la gestion de tournée à Bruxelles. L'usage du logiciel se répand alors dans le réseau. La licence du logiciel est également réécrite par un groupe de travail dédié afin de créer « une licence autorisant l’étude, la modification, la copie et la redistribution à tous, mais réservant l’usage commercial de ces libertés aux seuls acteurs des communs poursuivant un but autre que le partage des bénéfices. »
En août 2018, à Caen, les coopératives membres du réseau CoopCycle, se donnent l’objectif commun de créer une fédération de coopératives de livraison à vélo. Une ébauche d'un système de financement basé sur le principe de la cotisation et des services à mettre en place est dessinée.
En avril 2019, à Bruxelles, il est décidé de tester un mode d'organisation pour le premier semestre de 2020. Ce modèle est défini lors d'ateliers thématiques. Celui-ci sera entériné par une série de votes avec l’aide de l’application Loomio en décembre 2019.
La fédération grandit avec de nouveaux membres dans plusieurs villes de France et d'Europe, mais aussi au Mexique, au Canada et en Australie. Un documentaire sur le site d'information Mediapart retrace l'aventure de plusieurs collectifs membres de CoopCycle. Le projet est également documenté en Angleterre par la chaine YouTube Lowimpact TV.
L'association CoopCycle (constituée des militants porteurs du projet) et la fédération coopérative CoopCycle (constituée en SCIC avec un comité de direction composé de livreurs et de livreuses) deviennent en 2022 deux structures différentes.

### La maison des coursiers
Dans le 18ᵉ arrondissement de Paris, la maison des coursiers est un projet porté par l'association CoopCycle et soutenu par la mairie de Paris. Il vise à fournir un lieu de repos, d'écoute et d'échange pour les livreurs de la capitale. Une permanence est assurée pour leur permettre d'améliorer leur statut, se restaurer et intégrer la démarche de la fédération de CoopCycle afin de se constituer en collectif.

## Projet politique
L'initiative est construite autour d'un projet politique alternatif à celui de l'ubérisation par la reprise en main par les livreurs de leurs outils de production. Le modèle de CoopCycle a été étudié comme cas d'usage de plateforme coopérative dans le rapport d'étude There Are Platforms as Alternatives publié en mars 2022. La notion politique occupe une place importante dans le projet, car elle est au fondement de la démarche de l'association. Dès ses débuts, le collectif cherche à penser l'alternative aux plateformes comme un projet radical dans lequel le mode de production du logiciel, la gouvernance et le modèle de financement reposent sur d'autres logiques. C'est la raison pour laquelle Kevin Poperl, vice-président de l'association, a pu qualifier le projet, dans une formule paradoxale et humoristique, de « start-up anarcho-communiste ».

### La licence
Le logiciel CoopCycle est protégé par une licence dite “à discrimination” qui conditionne l'octroi des libertés classiques du logiciel libre (usage, étude, modification et redistribution) aux respects de certains critères. L'usage commercial du logiciel est restreint aux seules structures respectant les critères de l'économie sociale et solidaire. Hormis l'article 3 qui prévoit cette discrimination, la licence reprend les dispositions de la GNU Affero General Public License.
La fédération est la première contributrice au développement du code source et met également à disposition le logiciel à ses membres qui le désirent.

### Organisation
Le projet CoopCycle favorise l'émergence d’un commun informationnel, mais cherche surtout à permettre le développement et la pérennisation d’une alternative économique de livraison qui soit respectueuse des droits sociaux des livreurs et livreuses. Pour garantir cela, la fédération CoopCycle s'organise de manière démocratique, elle est la propriété des collectifs qui la composent. Au-delà de l'adhésion à une charte de valeur, ces collectifs sont impliqués dans un mode de gouvernance : un collectif possède une voix dans les différents processus de décision, ceux-ci se font à distance via le logiciel Loomio, mais surtout lors de rencontres annuelles.

### Modèle de financement
L'objectif de la fédération est la mutualisation de moyens pour permettre à des collectifs d’accéder à des ressources pour se développer.
Le modèle de financement par cotisation est calculé à partir de la valeur ajoutée produite par les collectifs. Cette cotisation vient financer des postes de travail permanents, de coordination, de communication, de développement informatique, etc. mais aussi des missions temporaires exécutées par des membres de la fédération.

## Le logiciel
Le logiciel est mis à disposition par la fédération selon un système d'instance, chaque collectif possédant la sienne et pouvant la configurer comme il le souhaite. Il est accessible dans une version de démonstration permettant de tester les fonctionnalités. Il est divisé en deux parties :
1. Une partie e-commerce qui permet la gestion de boutique en ligne pour des commerçants et restaurateurs, avec un tunnel de paiement permettant à des consommateurs la réservation de paniers repas et de divers articles livrés par la coopérative locale ;
2. Une partie métier cyclologistique qui permet de gérer toute la chaîne de valeur : commande, dispatch, facturation, stock, etc.

Une application mobile permet aux livreurs et livreuses d'effectuer la livraison.
Le projet est disponible sur GitHub et possède une communauté de contributeurs actifs.